# Brachyplatystoma juruense
Brachyplatystoma juruense és una espècie de peix de la família dels pimelòdids i de l'ordre dels siluriformes.

## Morfologia
- Els mascles poden assolir 60 cm de longitud total.[4][5]

## Hàbitat
És un peix d'aigua dolça i de clima tropical (22 °C-27 °C).

## Distribució geogràfica
Es troba a Sud-amèrica: conques dels rius Amazones i Orinoco.